# Ertvelde
Ertvelde es una villa del municipio belga de Evergem.
La cervecería Brouwerij Van Steenberge se encuentra en Ertvelde, produce Gulden Draak, una cerveza tripel fuerte.
También se puede encontrar cosas históricas, como el 'Mottekasteel' y una colección de materiales utilizados en laPrimera Guerra Mundial en el (antiguo) gobierno local. La iglesia fue reconstruida después de que los alemanes la derribaran en la Segunda Guerra Mundial .
Renovaron gran parte del castillo 'Mottle Hoge Wal', El 'Hoge Wal' es un gran parque con un camino finés. Eddy Wally tenía su legendario local de espectáculos en el centro del pueblo, llamado "Paris, Las Vegas".

## Historia
El pueblo fue mencionado por primera vez en 1167 como Artevelde. Originalmente era un pueblo de caminos en un terreno infértil. Los burgraves de Ertvelde tenían un castillo motte-and-bailey al menos desde el siglo XII. El castillo fue destruido en 1385 durante la  Revuelta de Gante. El pueblo siguió asolado por la guerra hasta principios del siglo XVIII. Durante el siglo XIX, Ertvelde comenzó a industrializarse y convertirse en un centro comercial debido a su ubicación a lo largo del Canal Gante-Terneuzen . La ciudad y los pueblos circundantes sufrieron graves daños y fueron bombardeados tanto en 1940 como en 1944.  

## Galería

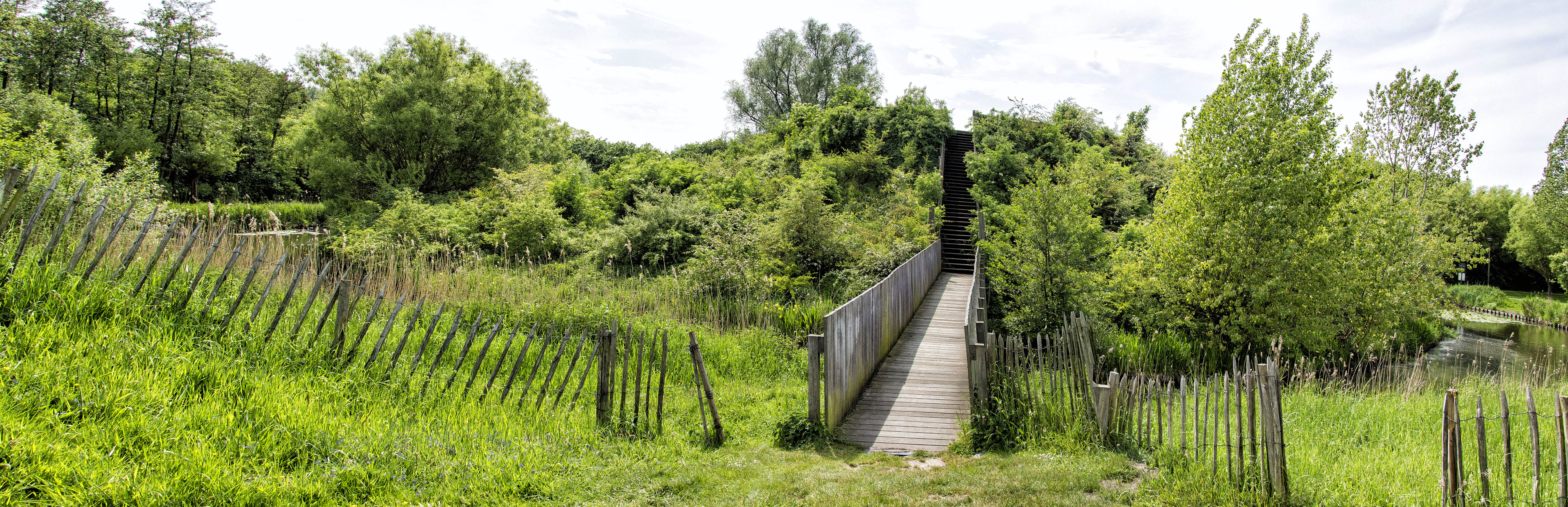
Castillo Motte-Hoge Wal
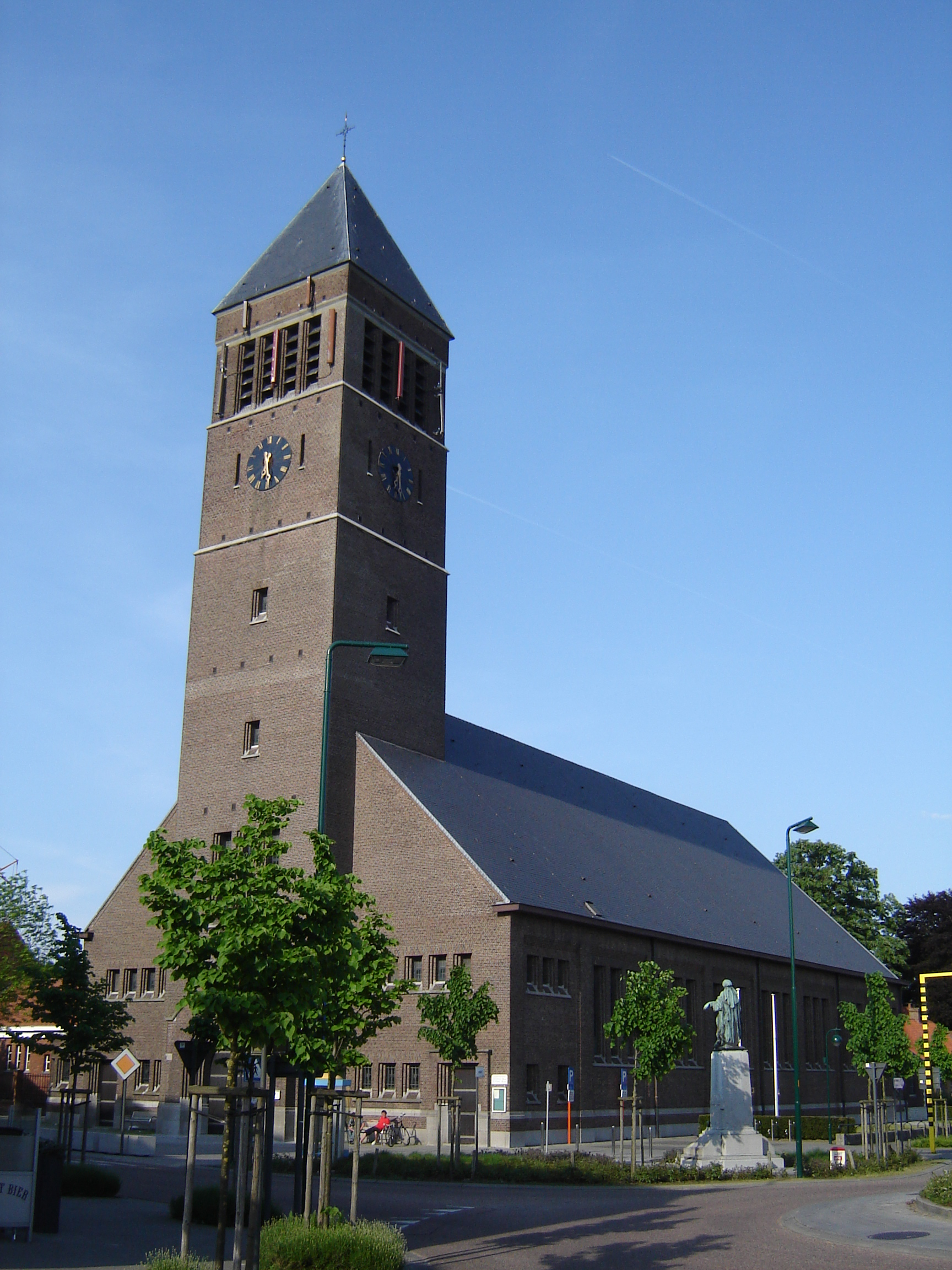
Iglesia de la Asunción de María
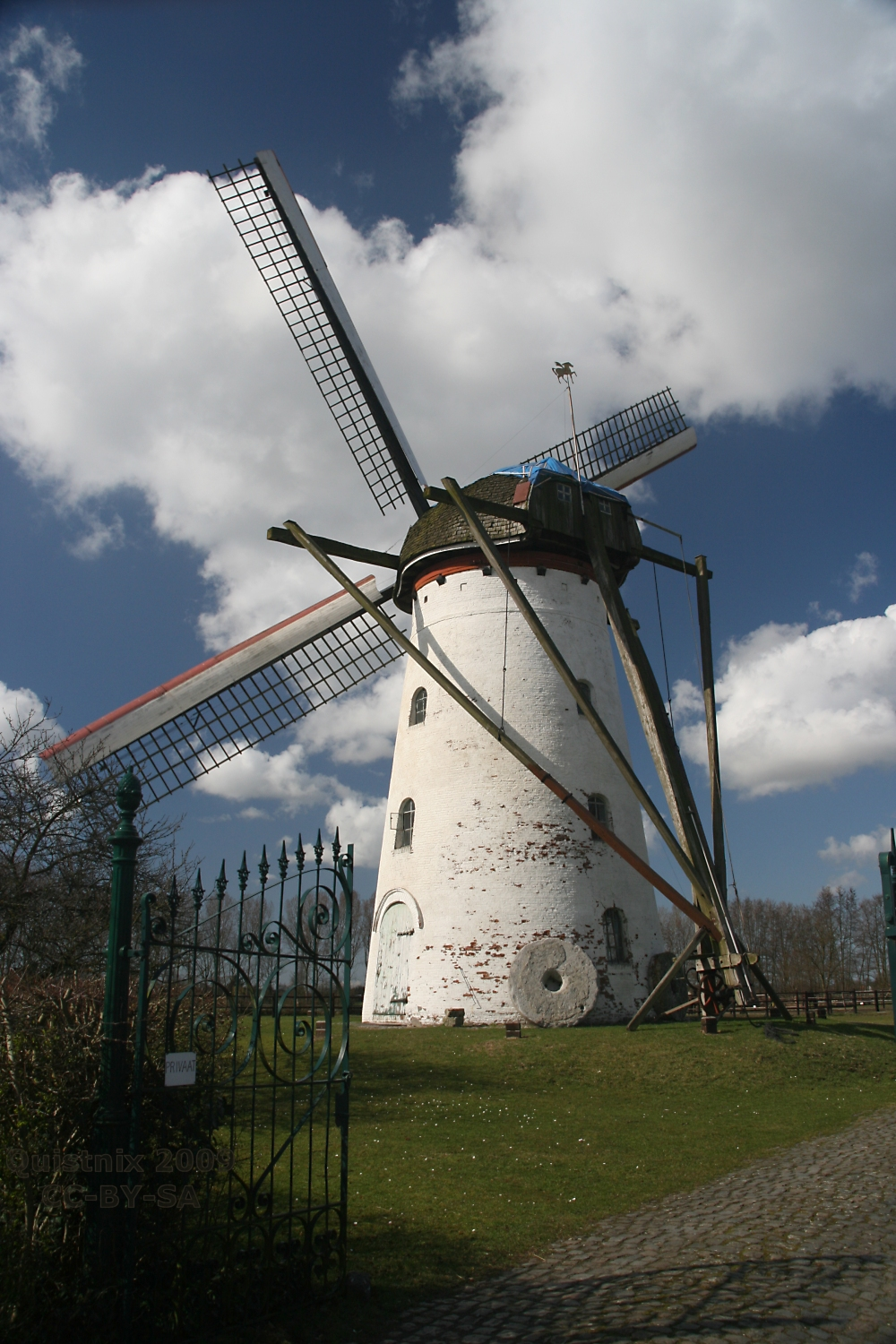
Molino en piedra de viento
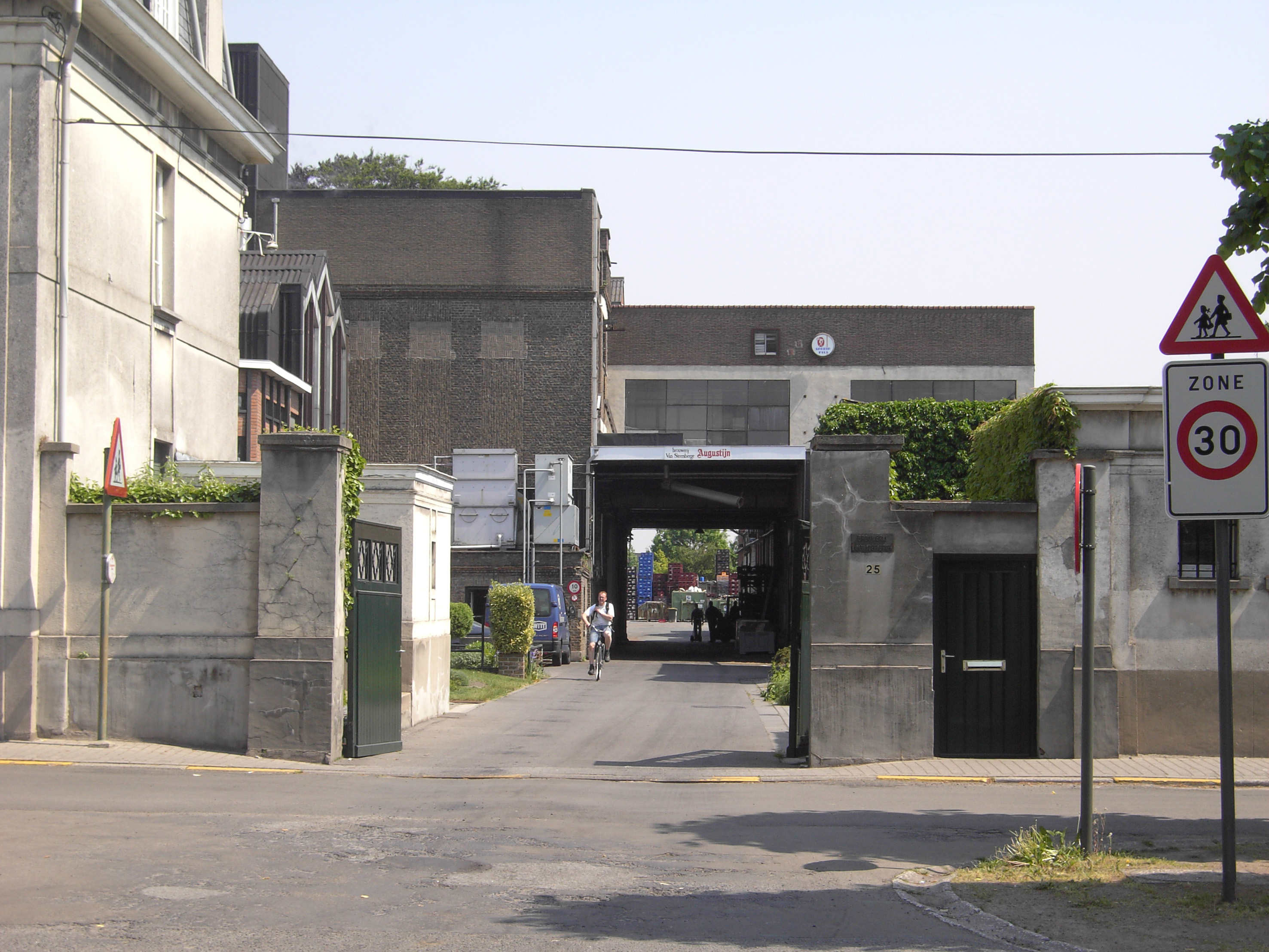
Cervecería Van Steenberghe